# Вакага
Вакага — одна з 14 префектур Центральноафриканської Республіки. Площа — 52 255 км², населення — 46 500 (густина — 0,9 чол/км²).